# Авіський орден (нагорода)

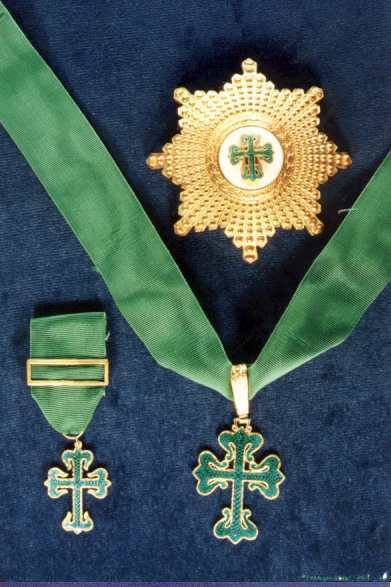
Сучасний вигляд ордена

Аві́ський о́рден (порт. Ordem de Avis) — з 1917 року військовий орден і державна нагода Португалії. Створений на згадку про лицарський Авіський орден святого Бенедикта. Надається португальським та іноземним військовикам за визначні воєнні заслуги. Великим магістром ордена є чинний президент Португалії. Лицарський знак ордена — зелений Авіський хрест із ліліями на кінцях.

## Назва
- Авіський військовий орден (порт. Ordem Militar de Avis) — назва з 1917 року.

## Ступені
- Великий хрест (Grã-Cruz — GCCA)
- Гранд-офіцер (Grande-Oficial — GOA)
- Командор (Comendador — ComA)
- Офіцер (Oficial — OA)
- Лицар / Дама (Cavaleiro / Dama — CavA / DamA)

## Галерея

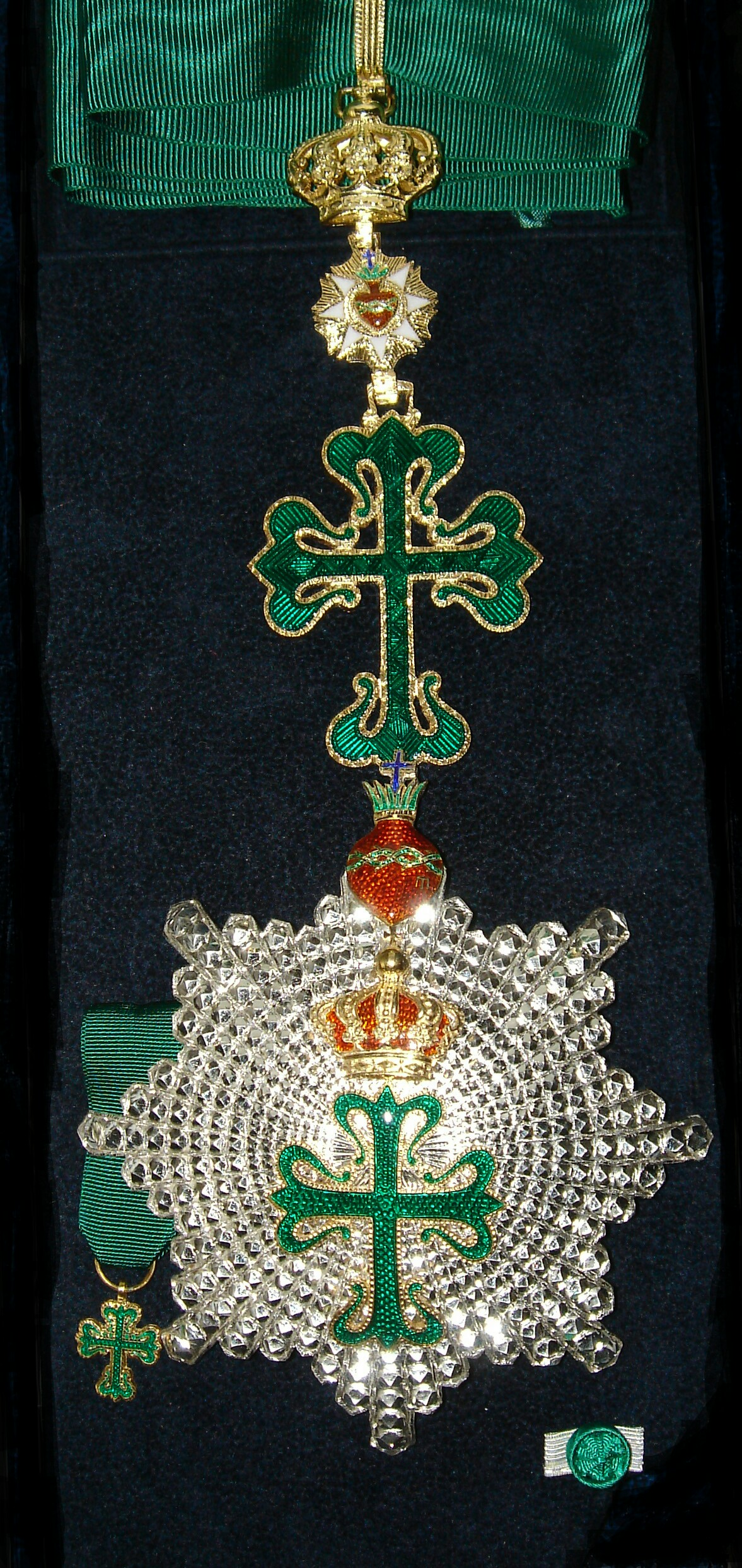
Великий хрест
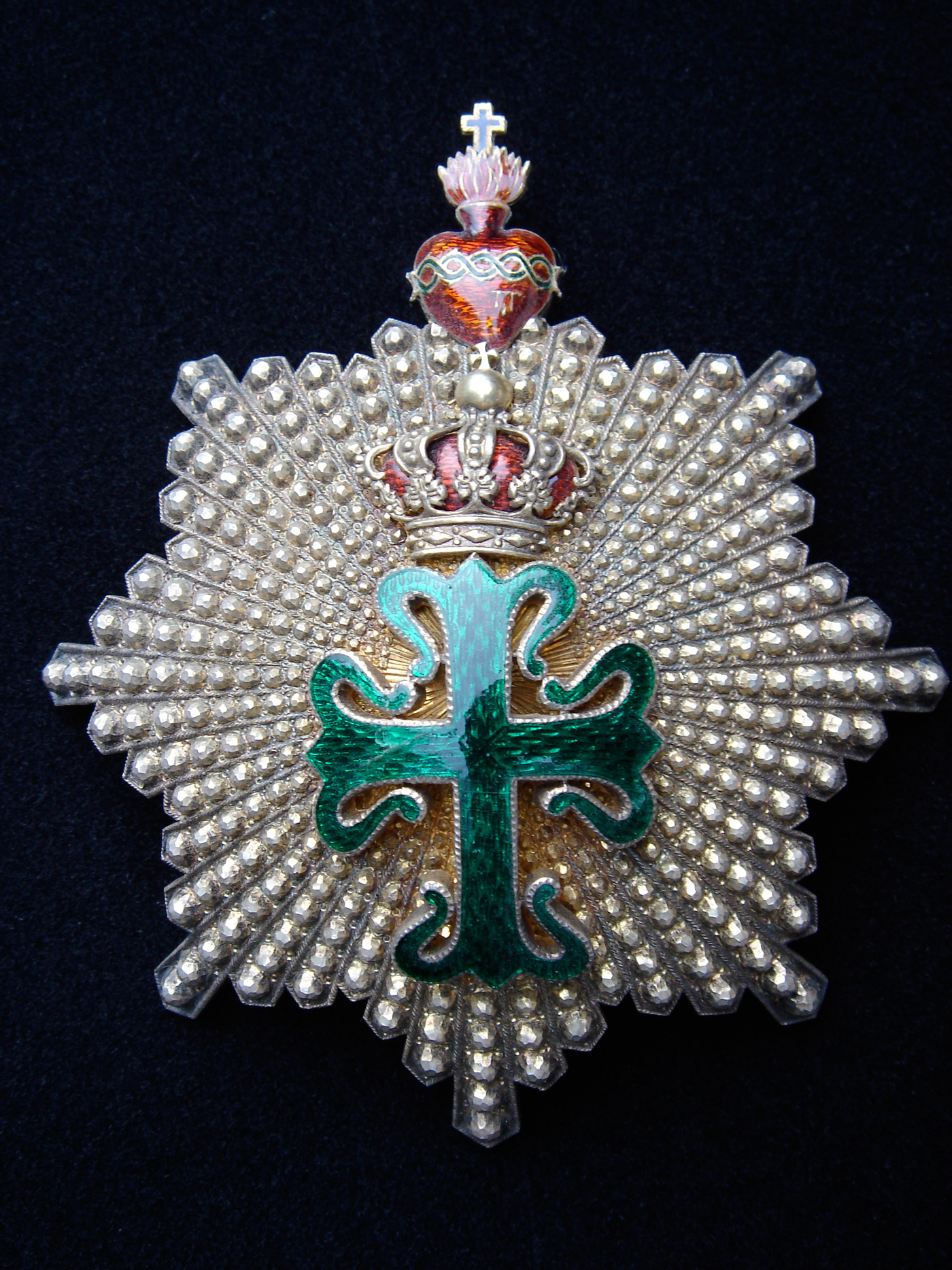
Командорська зірка
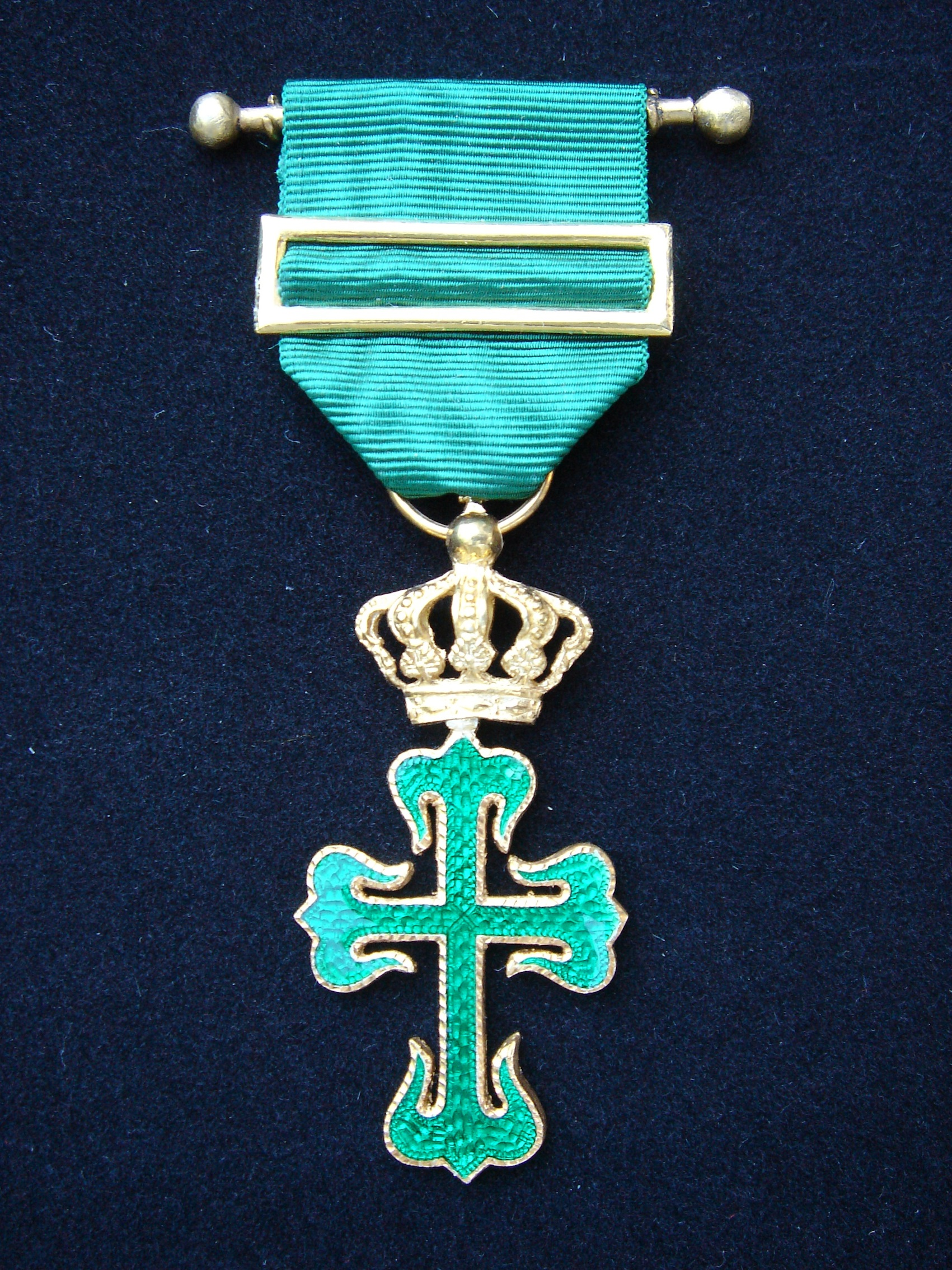
Лицарський хрест
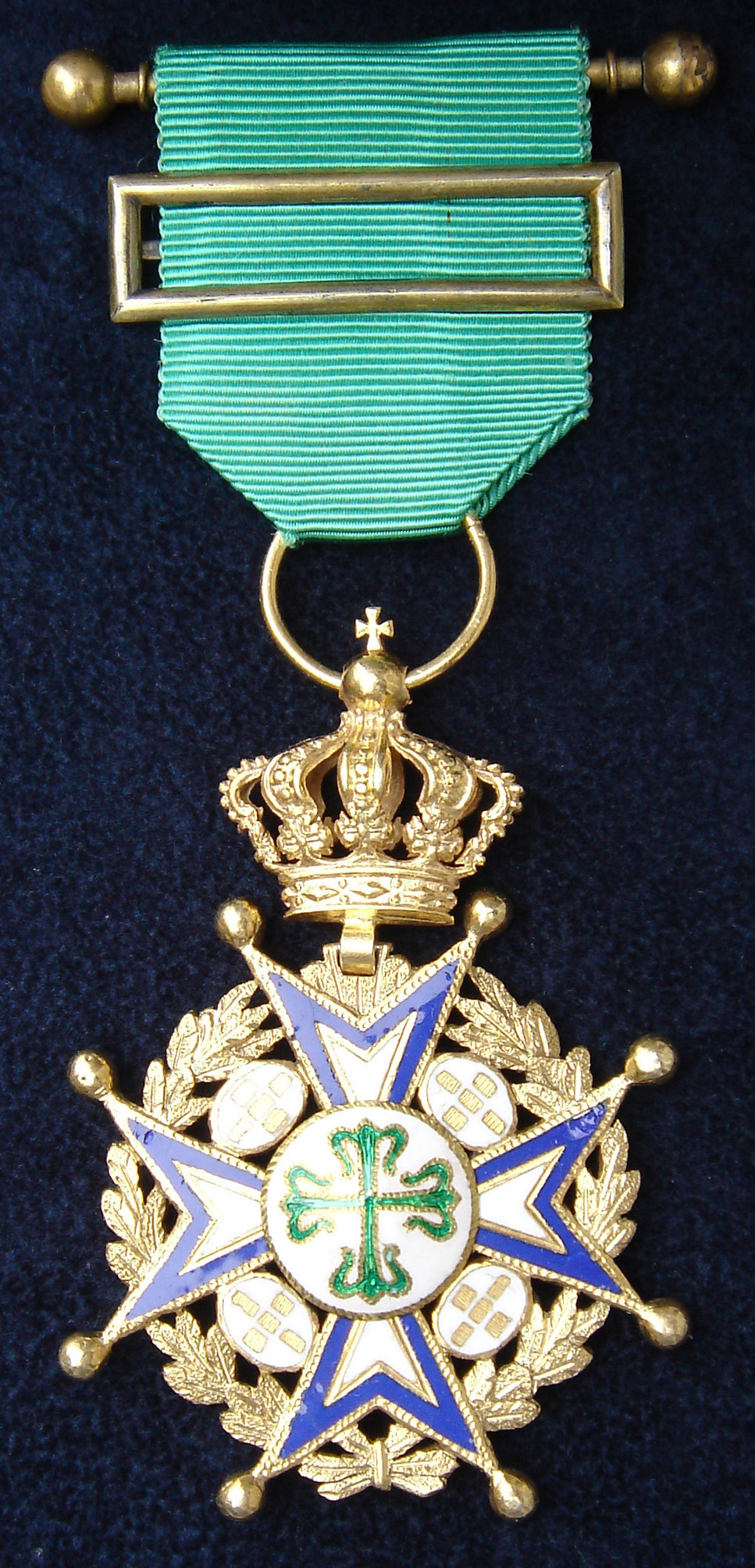
Лицарський хрест (старий)